# Matrice
Matrice ist eine italienische Gemeinde (comune) mit 1044 Einwohnern (Stand 31. Dezember 2023) in der Provinz Campobasso in der Region Molise. Die Gemeinde liegt etwa sieben Kilometer nordwestlich von Campobasso.

## Verkehr
Durch die Gemeinde führt die Strada Statale 87 Sannitica von Benevento nach Termoli. Der Bahnhof Matrice-Montagano-San Giovanni in Galdo liegt an der Bahnstrecke von Campobasso nach Termoli.